# Жан-Жак Марсель
Жан-Жак Марсель (фр. Jean-Jacques Marcel, нар. 13 червня 1931, Бриньйоль — †3 жовтня 2014) — французький футболіст, що грав на позиції півзахисника.
Виступав, зокрема, за клуби «Сошо» та «Марсель», а також національну збірну Франції.

## Клубна кар'єра
У дорослому футболі дебютував 1949 року виступами за команду клубу «Сошо», в якій провів п'ять сезонів, взявши участь у 116 матчах чемпіонату. Більшість часу, проведеного у складі «Сошо», був основним гравцем команди.
Своєю грою за цю команду привернув увагу представників тренерського штабу клубу «Марсель», до складу якого приєднався 1954 року. Відіграв за команду з Марселя наступні п'ять сезонів своєї ігрової кар'єри. Граючи у складі «Марселя» також здебільшого виходив на поле в основному складі команди.
Протягом 1959—1960 років захищав кольори команди клубу «Тулон».
Завершив професійну ігрову кар'єру у паризькому «Расінгу», за команду якого виступав протягом 1960—1965 років.

## Виступи за збірну
1953 року дебютував в офіційних матчах у складі національної збірної Франції. Протягом кар'єри у національній команді, яка тривала 9 років, провів у формі головної команди країни 44 матчі, забивши 3 голи.
У складі збірної був учасником чемпіонату світу 1954 року у Швейцарії, чемпіонату світу 1958 року у Швеції, на якому команда здобула бронзові нагороди, а також чемпіонату Європи 1960 року у Франції.

## Титули і досягнення
- Бронзовий призер чемпіонату світу: 1958